# 大沢基昭
大沢 基昭（おおさわ もとあき）は、江戸時代後期の高家旗本。通称は采女。官位は従四位下・侍従、右京大夫。

## 略歴
高家旗本・大沢基之の子として誕生した。
父・基之の嫡子基栄（長男）は、高家旗本に召しだされたものの、早世した。そのため、庶子の基昭が嫡子に格上げとなった。『寛政重修諸家譜』には、基之の子供として長男基栄・次男基条・三男基蒔・四男基国を掲載しており、基条が基昭に改名したものと推測される。
文政2年（1819年）10月15日、11代将軍・徳川家斉に御目見する。24歳であったという。同年12月22日、高家見習に召しだされて、24日従五位下・侍従・式部大輔に叙任する。後に民部大輔、右京大夫に改める。文政5年（1822年）9月6日、父・基之の死去により家督を相続する。弘化3年（1846年）5月20日、従四位下に昇進する。嘉永6年（1853年）10月16日、死去。